# 冬季兩項
冬季兩項（英語：Biathlon）是一項由越野滑雪（英語：cross-country skiing）與射擊兩個項目所結合而成的冬季運動，為冬季奧林匹克運動會比賽項目之一。冬季兩項是相當受歡迎的一種冬季運動，運動員需要具備準確度高與快速的射擊能力，以及迅速的滑雪技巧與耐力。

## 歷史
冬季兩項起源於斯堪地那維亞區的挪威軍隊，是作為軍事訓練的用途，據說從遠古時代人類滑雪狩獵而演變得來。
1767年挪威與瑞典邊防軍的滑雪巡邏隊舉行了一場由越野滑雪與射擊組成的比賽，在滑行的過程中需以射擊方式擊中約40-50步遠的標靶，這比賽可能是有文字記錄中，世界上最早的冬季兩項比賽，也是冬季兩項的正式開始。
1924年在法國霞慕尼舉辦的冬季奧運會中表演了「軍事巡邏」（英語：Military patrol），一般認為即是冬季兩項的前身，包含越野滑雪與射擊，但尚未正式列入比賽項目。在1928年、1936年與1948年的冬季奧運會中仍然作為表演項目而未列入正式項目中，原因是參賽國家較少，且對確切的規則看法有歧異。
1950年代冬季兩項被介紹到蘇聯與瑞典並廣受歡迎，也使冬季兩項更趨向於被加入正式比賽項目中。
1958年3月2日在奧地利石海山麓薩爾費爾登首次舉辦冬季兩項世界錦標賽，項目為男子個人與團隊賽。
1960年冬季兩項正式加入奧運中作為比賽項目，項目為男子20公里個人賽。1992年冬季兩項的女子項目也正式成為比賽項目之一。
現時冬季奧運中設有個人和接力賽小項。冬季帕拉林匹克運動會也有這個項目。也是提供不同姿勢的比賽。

## 冬季兩項聯盟
最早成立的俱樂部是在1861年於挪威成立的Trysil Rifle and Ski Club，用來加強地方上的防禦能力。
1948年8月3日成立的國際現代五項總會（法語：Union Internationale de Pentathlon Moderne，UIPM）在1956年更改為國際現代五項暨冬季兩項總會（法語：Union Internationale de Pentathlon Moderne et Biathlon，UIPMB），用來統一冬季兩項與現代五項的規則。
1993年7月2日UIPMB將冬季兩項獨立出來設立國際冬季兩項聯盟（英語：International Biathlon Union，IBU），同年12月12日國際冬季兩項聯盟設立在奧地利薩爾斯堡。1998年國際冬季兩項聯盟正式與UIPMB分開，1999年6月1日正式在奧地利薩爾斯堡註冊成立。
國際冬季兩項聯盟是目前最高的冬季兩項國際機關。

## 冬季兩項賽事
- 冬季奥林匹克运动会冬季两项比赛
- 冬季兩項世界盃（並非一項比賽而是賽季統計成績）
- 冬季兩項世界錦標賽（包含成人、青少年與少年）
- 國際冬季兩項聯盟盃
- 各州冬季兩項錦標賽

## 基本規則
以下基本規則參考國際冬季兩項聯盟最新發佈的守則。
在冬季兩項中運動員的越野滑雪距離由6至20公里，射擊次數為2或4次。比賽場地由一圈賽道（即是越野滑雪部分）及一個射擊區所組成，除了個人賽與超級衝刺賽外其他比賽項目場地還會有一150公尺長的懲罰賽道（Penalty loop）作為懲罰之用。冬季兩項的進行方式是運動員每滑行完一圈賽道就進入射擊區進行射擊（除了最後一圈為抵達終點線），射擊時有五個橫向排列距離運動員50公尺的圓形目標。運動員以五發子彈進行射擊（接力賽與超級衝刺賽除外，見下方的比賽項目與方式），當有目標未被命中時運動員需在懲罰賽道滑行相對應的圈數或遭到加時。在射擊過程中計時並不會停止。進行完射擊與懲罰後繼續進行繞行賽道，繞行完賽道後再進入射擊，依此繼續進行到比賽結束。以時間最短者或最先到達終點線者獲勝。
細節：

### 場地
- 包括一圈賽道與體育場。體育場中有射擊區、開始與結束區、懲罰賽道、處理中心、測試區、上蠟區、觀眾席等。
- 射擊區一般有30個射擊道，每射擊道寬度為2.75-3公尺，由右方開始編號。有布條供運動員得知風向與強度。
- 射擊區在個人賽與衝刺賽時會分隔成兩個部分，右半邊的射擊道為臥射，左半邊的射擊道為立射。
- 射擊目標為黑色。射擊中目標後目標前的白色閘門會關上，用來識別擊中與否。在轉播中也多以白色表示命中的目標，黑色表示未命中的目標。
- 射擊目標距離為50公尺遠，目標分為內外圈，臥射時直徑大小為內圈45公釐，立射時為外圈110公釐。
- 開始區隨不同賽事類型會調整成不同大小，但場地至少可容納30人（集體出發賽的人數）。
- 懲罰賽道為150公尺長的橢圓形水平賽道，沒有上坡或下坡。

### 裝備
- 滑雪時除了滑雪板、雪杖外不可使用其他工具幫助移動。滑雪板的最小長度為運動員的身高減去4公分。
- 為了避免比賽過於商業化，運動員身上的廣告不可過多並有嚴格大小、數量限制。
- 運動員滑行時需全程背著步槍，槍口向上並不可裝有子彈。只能在進入射擊位置後裝上子彈。
- 步槍重量需高於3.5公斤，口徑為.22英吋（5.6公釐），並有射擊用單眼眼罩（選擇）。步槍所附有的彈藥數量最多只能進行五輪射擊。
- 步槍的口徑不可大於8毫米[來源請求]，不可以是自动步槍，也不可於槍中安裝光學瞄準鏡。
- 槍口初速最大值約為360-380公尺/秒。

### 其他
- 運動員必須按正確的方向和順序滑完指定的全程。
- 在過程中任何的越野滑雪技巧都是允許的。因此較快速的自由式滑雪技巧較常被使用（相對於傳統式滑雪技巧）。
- 不可以有危險或不當行為，例如賽中槍口對其他選手或其他人，甚至對他們開火等。否則會取消資格並接受紀律處分。

## 比賽項目與方式
以下比賽項目與方式參考國際冬季兩項聯盟的基本介紹。

### 個人賽（Individual）
個人賽是最早出現的冬季兩項項目。早期尚未有機械化的射擊目標，是以紙當作標靶，在比賽全部進行完後再依照未擊中的數量來加時。比賽距離男子20公里，女子15公里。在過程中需要繞行賽道五圈，進行四次射擊，射擊順序爲臥射、立射、臥射、立射，每次各五個目標。每當一個目標未被擊中時，選手的總時間便會被加上一固定的時間數值，通常是1分鐘。個人賽是採用個別選手計時，在出發時爲個別出發，間隔通常爲30秒。在射擊區時選手可以自由選擇射擊道，但一般會依照到達射擊區的順序排列，最先到達射擊區的選手在第一射擊道，依此類推。時間最短者獲勝。
個人賽中的懲罰相對其他比賽項目為重，其他項目的繞行150公尺懲罰賽道一般一圈只需花費21至26秒，因此在個人賽中射擊準確度是相當重要的。

### 衝刺賽（Sprint）
也译竞速赛。男子10公里，女子7.5公里。在過程中需要繞行賽道三圈，進行兩次射擊，射擊順序爲臥射、立射，每次各五個目標。每當一個目標未被擊中時，選手在射擊結束後需在150公尺長的懲罰賽道滑行一圈才能繼續進行。衝刺賽與個人賽相同，也是採用個別選手計時、個別出發。射擊道選擇與個人賽相同。時間最短者獲勝。
衝刺賽由於距離較短又只有兩次射擊，滑雪速度顯得相對重要。

### 追逐賽（Pursuit）
男子12.5公里，女子10公里。在過程中需要繞行賽道五圈，進行四次射擊，射擊順序爲臥射、臥射、立射、立射，每次各五個目標。每當一個目標未被擊中時，選手在射擊結束後需在150公尺長的懲罰賽道滑行一圈才能繼續進行。追逐賽會以前一次比賽的成績爲基準做換算（通常是衝刺賽，但也可能使用個人賽），第一名的選手最早出發，其餘的選手則根據與第一名選手的時間差距以秒爲單位四捨五入，所得到的時間即是與第一名選手出發時間的間隔。由於有多位選手同時出發的可能，場地通常會有四條出發道，依出發順序做橫向排列，如第一出發道的選手背號為1、5、9⋯⋯等。因為此種較特殊的出發方式容易造成射擊區人數過多，為了避免危險與影響，世界盃中的追逐賽只有前六十名選手能參加（根據前一次的比賽成績）。射擊道選擇與個人賽相同。最先到達終點者獲勝。
在追逐賽中若有選手被追過一圈必需在下一次射擊前退出比賽。

### 集體出發賽（Mass Start）
男子15公里，女子12.5公里。在過程中需要繞行賽道五圈，進行四次射擊，射擊順序爲臥射、臥射、立射、立射，每次各五個目標。每當一個目標未被擊中時，選手在射擊結束後需在150公尺長的懲罰賽道滑行一圈才能繼續進行。集體出發賽是全部選手一起出發，只有一個廣大的出發區，依背號做橫向排列，通常一橫列有十人。同樣為了避免射擊區人數過多，世界盃中的集體出發賽只有三十名選手能參加，基本上是世界盃積分排名的前十五名與同地點一系列比賽中個人賽、衝刺賽、追逐賽的前三名選手。在進行第一次射擊時，選手需要在與自己背號相同的射擊道。之後的射擊則依照到達射擊區的順序排列。最先到達終點者獲勝。
集體出發賽中被追過一圈的選手也需在下一次射擊前退出比賽。

### 接力賽（Relay）
以接力方式進行，男子每人需滑行7.5公里，女子6公里，每隊共四位選手。每人在過程中需要繞行賽道三圈，進行兩次射擊，射擊順序爲臥射、立射，每次各五個目標。在接力賽中每次射擊選手有五顆子彈與三顆備用彈，在五顆子彈使用完後若有目標未命中可以使用備用彈射擊，但備用彈需要逐一手動裝填，每裝填一顆後就需射擊一次。若在八顆內五個目標全部命中則不用繞行懲罰賽道。若八顆子彈用完後尚有目標未命中，選手需在150公尺長的懲罰賽道滑行剩下未擊中目標的圈數才能繼續進行。接力賽是各隊同時出發，背號是由世界盃的接力賽積分排名或是抽籤決定，背號右方會有一較小的數字表示為該隊的第幾人，由第一至第四位的選手背號背心顏色為紅色、綠色、黃色、藍色。交換選手時以觸摸下一位選手方式進行，需要在限定的範圍內完成（通常為25公尺）。與集體出發賽相同，每隊第一位選手進行第一次射擊時，選手需要在與自己背號相同的射擊道。之後的射擊依照到達射擊區的順序排列。最先到達終點者獲勝。
在接力賽中若有選手被追過一圈必需被取消繼續比賽資格。

### 男女混合接力賽（Mixed Relay）
較新出現的項目，同樣以接力方式進行，第一、二位選手為女性，每人需滑行6公里，第三、四位選手為男性，需滑行7.5公里。其餘的規則與接力賽相同。已在2014年冬季奧林匹克運動會正式列為奧運中冬季兩項的比賽項目之一。

### 超級衝刺賽（Super Sprint）
超級衝刺賽較近於表演性質。
超級衝刺賽的資格賽總長度在2.4至3.6公里之間（視各場地的狀況）。在過程中需要繞行賽道三圈，進行兩次射擊，射擊順序爲臥射、立射，每次各五個目標。與接力賽類似，每次射擊選手有五顆子彈與三顆備用彈，備用彈也需逐一裝填射擊，但是若八顆子彈用完後仍有未擊中的目標則選手會被判定失去資格。採用個別選手計時、個別出發，每位選手間間隔15秒。射擊道選擇與個人賽相同。根據場地的不同會依照速度取最快的前幾名選手進入超級衝刺賽的決賽。
超級衝刺賽的決賽總長度在4至6公里之間。在過程中需要繞行賽道五圈，進行四次射擊，射擊順序爲臥射、臥射、立射、立射，每次各五個目標。射擊規則與資格賽相同，有八顆子彈與失去資格。出發方式為集體同時出發，固定有間隔3公尺的三條賽道，資格賽中的時間最短者為1號。由1號開始三人一橫排，一橫排三位選手依照名次中、左右排列，與下一橫排間隔5公尺（即是1、2、3號在第一橫排，4、5、6號在距離5公尺後的第二橫排，依此類推）。出發後的20公尺之內不可變換賽道，在20公尺後可以使用任何的滑雪技巧。射擊道選擇與個人賽相同。最先到達終點者獲勝。

### 國際冬季兩項聯盟頒布的各比賽項目規定
現行國際冬季兩項聯盟所頒布的各比賽項目規定列為下表。
| 項目       | 長度（公里） | 出發方式與時間間隔    | 每人滑行賽道圈數 | 射擊姿勢與懲罰           | 射擊距離間距與位置（公里） | 賽道總爬升高度（公尺） |
| ---------- | ------------ | --------------------- | ---------------- | ------------------------ | -------------------------- | ---------------------- |
| 個人賽     | 20           | 個別出發，30秒或1分鐘 | 5                | P/S/P/S，1分鐘           | 4，4/8/12/16               | 600-800                |
| 衝刺賽     | 10           | 個別出發，30秒或1分鐘 | 3                | P/S，150公尺             | 3.3，3/7                   | 300-450                |
| 追逐賽     | 12.5         | 依前一次比賽成績換算  | 5                | P/P/S/S，150公尺         | 2.5，2.5/5/7.5/10          | 350-500                |
| 集體出發賽 | 15           | 同時出發              | 5                | P/P/S/S，150公尺         | 3，3/6/9/12                | 400-600                |
| 接力賽     | 4×7.5        | 同時出發後接力        | 3                | P/S（+3備用彈），150公尺 | 2.5，2.5/5                 | 200-300                |

| 項目       | 長度（公里） | 出發方式與時間間隔    | 每人滑行賽道圈數 | 射擊姿勢與懲罰           | 射擊距離間距與位置（公里） | 賽道總爬升高度（公尺） |
| ---------- | ------------ | --------------------- | ---------------- | ------------------------ | -------------------------- | ---------------------- |
| 個人賽     | 15           | 個別出發，30秒或1分鐘 | 5                | P/S/P/S，1分鐘           | 3，3/6/9/12                | 400-600                |
| 衝刺賽     | 7.5          | 個別出發，30秒或1分鐘 | 3                | P/S，150公尺             | 2.5，2.5/5                 | 200-300                |
| 追逐賽     | 10           | 依前一次比賽成績換算  | 5                | P/P/S/S，150公尺         | 2，2/4/6/8                 | 200-400                |
| 集體出發賽 | 12.5         | 同時出發              | 5                | P/P/S/S，150公尺         | 2.5，2.5/5/7.5/10          | 350-500                |
| 接力賽     | 4×6          | 同時出發後接力        | 3                | P/S（+3備用彈），150公尺 | 2，2/4                     | 150-250                |

| 項目       | 長度（公里） | 出發方式與時間間隔    | 每人滑行賽道圈數 | 射擊姿勢與懲罰           | 射擊距離間距與位置（公里） | 賽道總爬升高度（公尺） |
| ---------- | ------------ | --------------------- | ---------------- | ------------------------ | -------------------------- | ---------------------- |
| 個人賽     | 15           | 個別出發，30秒或1分鐘 | 5                | P/S/P/S，1分鐘           | 3，3/6/9/12                | 400-600                |
| 衝刺賽     | 10           | 個別出發，30秒或1分鐘 | 3                | P/S，150公尺             | 3.3，3/7                   | 300-450                |
| 追逐賽     | 12.5         | 依前一次比賽成績換算  | 5                | P/P/S/S，150公尺         | 2.5，2.5/5/7.5/10          | 350-500                |
| 集體出發賽 | 12.5         | 同時出發              | 5                | P/P/S/S，150公尺         | 2.5，2.5/5/7.5/10          | 350-500                |
| 接力賽     | 4×7.5        | 同時出發後接力        | 3                | P/S（+3備用彈），150公尺 | 2.5，2.5/5                 | 200-300                |

| 項目       | 長度（公里） | 出發方式與時間間隔    | 每人滑行賽道圈數 | 射擊姿勢與懲罰           | 射擊距離間距與位置（公里） | 賽道總爬升高度（公尺） |
| ---------- | ------------ | --------------------- | ---------------- | ------------------------ | -------------------------- | ---------------------- |
| 個人賽     | 12.5         | 個別出發，30秒或1分鐘 | 5                | P/S/P/S，1分鐘           | 2.5，2.5/5/7.5/10          | 400-500                |
| 衝刺賽     | 7.5          | 個別出發，30秒或1分鐘 | 3                | P/S，150公尺             | 2.5，2.5/5                 | 200-300                |
| 追逐賽     | 10           | 依前一次比賽成績換算  | 5                | P/P/S/S，150公尺         | 2，2/4/6/8                 | 200-400                |
| 集體出發賽 | 10           | 同時出發              | 5                | P/P/S/S，150公尺         | 2，2/4/6/8                 | 200-400                |
| 接力賽     | 3×6          | 同時出發後接力        | 3                | P/S（+3備用彈），150公尺 | 2，2/4                     | 150-240                |

| 項目       | 長度（公里） | 出發方式與時間間隔    | 每人滑行賽道圈數 | 射擊姿勢與懲罰           | 射擊距離間距與位置（公里） | 賽道總爬升高度（公尺） |
| ---------- | ------------ | --------------------- | ---------------- | ------------------------ | -------------------------- | ---------------------- |
| 個人賽     | 12.5         | 個別出發，30秒或1分鐘 | 5                | P/S/P/S，1分鐘           | 2.5，2.5/5/7.5/10          | 350-500                |
| 衝刺賽     | 7.5          | 個別出發，30秒或1分鐘 | 3                | P/S，150公尺             | 2.5，2.5/5                 | 200-300                |
| 追逐賽     | 10           | 依前一次比賽成績換算  | 5                | P/P/S/S，150公尺         | 2，2/4/6/8                 | 200-400                |
| 集體出發賽 | 10           | 同時出發              | 5                | P/P/S/S，150公尺         | 2，2/4/6/8                 | 200-400                |
| 接力賽     | 3×7.5        | 同時出發後接力        | 3                | P/S（+3備用彈），150公尺 | 2.5，2.5/5                 | 200-300                |

| 項目       | 長度（公里） | 出發方式與時間間隔    | 每人滑行賽道圈數 | 射擊姿勢與懲罰           | 射擊距離間距與位置（公里） | 賽道總爬升高度（公尺） |
| ---------- | ------------ | --------------------- | ---------------- | ------------------------ | -------------------------- | ---------------------- |
| 個人賽     | 10           | 個別出發，30秒或1分鐘 | 5                | P/S/P/S，1分鐘           | 2，2/4/6/8                 | 200-350                |
| 衝刺賽     | 6            | 個別出發，30秒或1分鐘 | 3                | P/S，150公尺             | 2，2/4                     | 150-250                |
| 追逐賽     | 7.5          | 依前一次比賽成績換算  | 5                | P/P/S/S，150公尺         | 1.5，1.5/3/4.5/6           | 200-300                |
| 集體出發賽 | 7.5          | 同時出發              | 5                | P/P/S/S，150公尺         | 1.5，1.5/3/4.5/6           | 200-300                |
| 接力賽     | 3×6          | 同時出發後接力        | 3                | P/S（+3備用彈），150公尺 | 2，2/4                     | 150-250                |

| 項目             | 長度（公里） | 出發方式與時間間隔      | 每人滑行賽道圈數 | 射擊姿勢與懲罰           | 射擊距離間距與位置（公里）   | 賽道總爬升高度（公尺）     |
| ---------------- | ------------ | ----------------------- | ---------------- | ------------------------ | ---------------------------- | -------------------------- |
| 男女混合接力賽   | 2×6+2×7.5    | 同時出發後接力，W/W/M/M | 3                | P/S（+3備用彈），150公尺 | 2，2/4（W）；2.5，2.5/5（M） | 150-250（W）；200-300（M） |
| 超級衝刺賽資格賽 | 2.4-3.6      | 個別出發，15秒          | 3                | P/S（+3備用彈），DSQ     | 0.8-2.4                      | 45-75                      |
| 超級衝刺賽決賽   | 4-6          | 同時出發                | 5                | P/P/S/S（+3備用彈），DSQ | 0.8-4.8                      | 60-125                     |

說明：
- P=臥射（Prone），S=立射（Standing）。
- 年齡分級的判斷時間在11月1日（冬季兩項世界盃賽季開始），判斷後當賽季皆適用。
  - 成年的定義為在當年的12月31日前滿21歲者。
  - 青少年的定義為在當年的12月31日前滿19歲，未滿21歲者。青少年亦可以參加成人級別的比賽。
  - 少年的定義為在當年的12月31日前滿16歲，未滿19歲者。少年亦可以參加青少年級別的比賽。
- 賽道總爬升高度（Total climb，tc）是指每次爬升路段的垂直高度差相加的總和。
- 在各比賽中賽道最高點與最低點的垂直高度差（Height difference，hd）最大值皆為80公尺。
- 在各比賽中賽道的最大爬升路段（Maximum climb，mc）的垂直高度差最大值皆為50公尺，且長度至少200公尺（不包含平地與下坡）。
- 在各比賽中賽道的最大斜度（Maximum grade，mg）皆不得超過25%（垂直高度差：路段距離需小於0.25）。

## 冬季兩項變化的其他項目
夏季兩項（Summer biathlon）有以下數種：
- 越野兩項（Cross biathlon）。以跑步代替越野滑雪。
- 滑輪兩項（Roller biathlon）。以滑輪滑雪板代替越野滑雪。
- 越野單車兩項（Mountain bike biathlon）。以單車代替越野滑雪。

以上三項皆是由國際冬季兩項聯盟所管轄。有些冬季兩項的選手也會參與夏季兩項的競賽或以夏季兩項的方式訓練。
其他亦有以射箭代替步槍射擊等項目。

## 外部連結
- International Biathlon Union（IBU）
- IBU DATACENTER
- U.S. Biathlon Association （页面存档备份，存于）
- Veltins Biathlon World Team Challenge （页面存档备份，存于）